# Хачик Асланян
Хачик Асланян известен като Антон Трапезундеца е български и арменски революционер.

## Биография
Хачик Асланян е роден в арменско семейство през 1880 година в Трапезунд, тогава в Османската империя. Участва в революционен комитет в родния си град, където организира и извършва терористични актове. През 1901 година той заедно с още десетима свои съратници арменци и българи от ВМОРО - Слави Мерджанов, Петър Соколов, Оник Торосян и други, по нареждане на Степан Зорян, формират в Пловдив революционна чета, която планира неуспешен опит да отвлече персийския шах в Одринско, като нападне Ориент експрес по линията за Цариград. След неуспеха си формираната българо-арменската се насочва се към отвлечане на одринския валия. Той обаче се оказва недостъпна цел и четата отвлича Нури бей, син на видния одрински чифликчия Дертли Мустафа. Започва преследване и четата е открита от потерите в местността Юклуците, близо село Киречли, Одринско. След сражението, в което е убит синът на чифликчията, Трапезундеца е тежко ранен и умира, заедно с част от четниците. Друга част са заловени и по-късно осъдени на смърт и са екзекутирани чрез обесване на 27 ноември 1901 г. в гр. Одрин.